# Schirgel
Der Schirgel war ein Krainer Volumen- und Kohlenmaß für Kohle, besonders Holzkohle. Er gehört zu den älteren Maßen. Die Zimentierung legte das Maß auf drei alte Krainer Mirnick mit und drei ohne Gupf (gehäuft oder glattgestrichen) fest. Das Maß nutzte man auch beim Torfabbau im Ribšica-Wald (Plateau von Pokljuka). Der fand hier ab 1869 statt.
- 1 Schirgel = 2 2/3 Metzen (Wiener) = 6 Kubikfuß[3]